# Ancylodonta glabripennis
Ancylodonta glabripennis là một loài bọ cánh cứng trong họ Cerambycidae.